# Rumorista

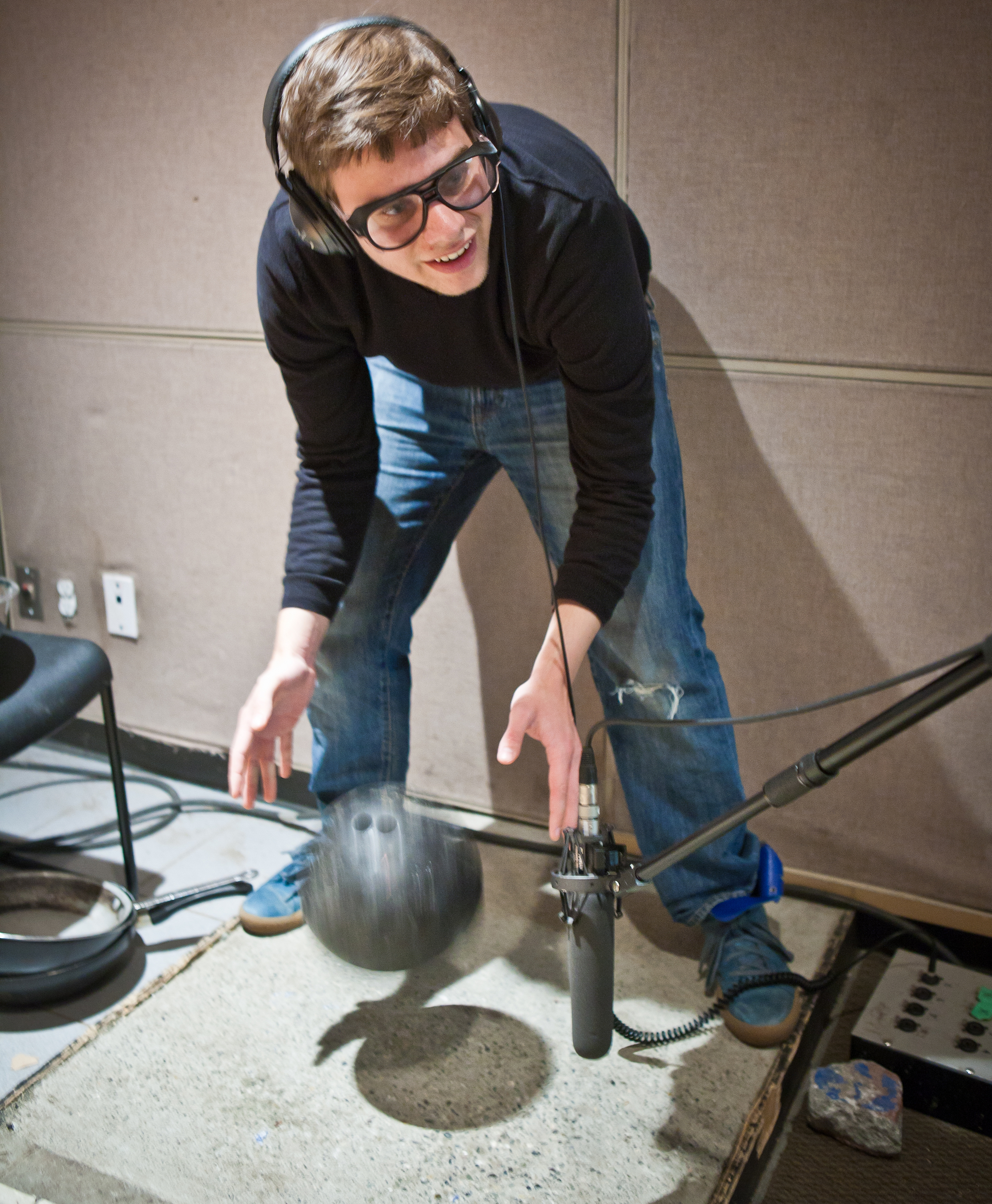
Un rumorista al lavoro

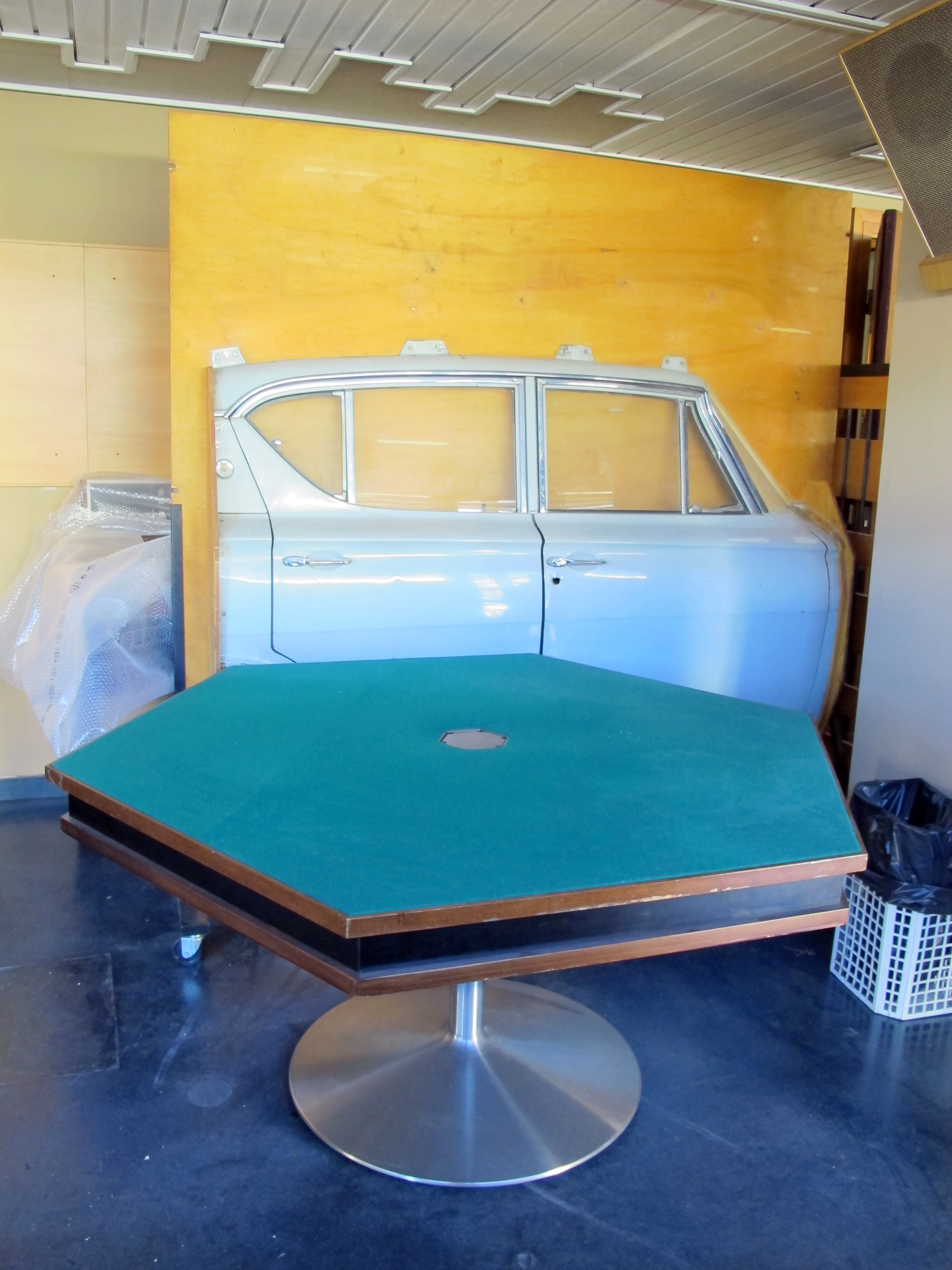

Il rumorista, a cui ci si riferisce anche con il termine inglese foley, è una delle figure professionali del settore audiovisivo, specializzata nel creare e registrare gli effetti sonori di film, telefilm, cartoni animati, etc.
Il rumorista è colui che materialmente crea i suoni necessari. Se fino ad alcuni anni fa il rumorista si limitava alla sola creazione dei rumori richiesti, con il digitale sempre più spesso il rumorista provvede autonomamente alla registrazione dei suoni che realizza. Inoltre, la qualità della registrazione sonora è oggi tale da consentire più facilmente il ricorso anche a suoni e rumori precedentemente creati ed archiviati in collezioni, le cosiddette librerie (in analogia all'inglese library).
Nel flusso di lavoro abituale di un film o un prodotto audiovisivo in genere, il rumorista riceve indicazioni dei suoni necessari dal montatore del suono, che è il professionista che poi si occuperà di collocare tali suoni sulle immagini. I suoni realizzati dal rumorista costituiscono la cosiddetta colonna effetti, che comprende i suoni di presa diretta, gli effetti sonori (come ad esempio il ticchettio di un orologio, il rumore di un aereo o i bip di un robot) ed appunto i rumori. Sarà la fase del mixage (realizzata dal fonico di mix) a miscelare i rumori con i dialoghi e le musiche. Per quanto in maniera molto esigua, anche il rumorista concorre alla realizzazione del sonoro del film, costituito generalmente in modo preponderante dai dialoghi e dalle musiche.
Gli effetti sonori raramente sono registrati in "Presa diretta" durante le riprese, perché in quella fase ci si concentra sui dialoghi fra gli attori, direzionando i microfoni su di loro. In questo modo, si riduce il fastidioso rumore d'ambiente, ma anche i rumori generati dagli attori stessi (rumori di passi, di porte che si chiudono, del tintinnio di un braccialetto, etc.).
Spesso il rumorista non ricrea i vari rumori in modo reale, ma ricorre a trucchi ed espedienti che gli consentono di ricreare la sensazione del suono voluto; infatti si ricorre spesso all'uso di semplici oggetti di uso comune: fracassare a terra un'anguria o spezzare una canna di bambù, può permettere di ricreare i rumori di una battaglia; delle noci di cocco tagliate a metà, se usate con maestria, possono generare il rumore di un cavallo al galoppo; etc. Il rumorista può naturalmente avere a disposizione gli stessi oggetti usati dagli attori sul set, oppure può uscire all'aperto e registrare qualsiasi tipo di rumore: il traffico cittadino, un aereo che passa, il verso di un animale, il frusciare degli alberi, etc. Molti rumoristi creano in questo modo, e con estrema pazienza, i propri campionari.